# Forshaga församling
Forshaga församling var en församling i Forshaga kommun i Värmlands län. År 2013 uppgick församlingen i Forshaga-Munkfors församling.

## Administrativ historik
Församlingen bildades 1 november 1908 ur Grava församling och var till 1 maj 1919 kapellförsamling i ett pastorat med Grava församling. Från 1 maj 1919 till 2013 utgjorde församlingen ett eget pastorat. År 2013 uppgick församlingen i Forshaga-Munkfors församling.

## Kyrkor
- Forshaga kyrka